# Hitoribotchi no Isekai Kōryaku
Hitoribotchi no Isekai Kōryaku (ひとりぼっちの異世界攻略?) es una serie de novelas ligeras japonesas escritas por Shōji Gōji. La serie se originó en el sitio web Shōsetsuka ni Narō en octubre de 2016, antes de ser publicada impresa con ilustraciones de Booota y Saku Enokimaru por Overlap a partir de enero de 2018. Una adaptación a manga, ilustrada por Bibi, comenzó a publicarse en el sitio web Comic Gardo en enero de 2019. Una adaptación de la serie al anime de Hayabusa Film y Passione se estrenó el 4 de octubre de 2024.

## Argumento
El fuerte no necesita trucos. Haruka, un estudiante de preparatoria quien gastó su vida como un "solitario", es convocado a otro mundo con sus compañeros de clases. Al ser convocado se encuentra con un "dios", quien le da a escoger una habilidad, sin embargo... no era lo que esperaba encontrarse.

## Personajes
Haruka (遥?)
 Seiyū: Shūichirō Umeda
El protagonista principal. Desde su temprana edad, Haruka perdió a su familia de manera trágica en distintas circunstancias: su padre murió a causa de las quemaduras en un incendio, su madre murió atropellada después de haber salvado a unos niños de un conductor imprudente y su hermana menor Konata fue asesinada con arma blanca tratando de proteger a Touka Tsuyuri. Esto llevó a Haruka a aislarse de los demás. Se aisló en su clase y logró prosperar como un "solitario" en su nuevo mundo utilizando las habilidades que le impusieron. Después de ser transportado al otro mundo, se refiere a sus antiguos compañeros de clase a través de los grupos que habían formado en su mundo original, por ejemplo, "Chicas malas", "Nerds", "Delincuentes", etc., ya sea ignorando o sin importarle sus nombres reales. 
Delegada de clase (委員長 Iinchō?)
 Seiyū: Haruka Shiraishi
Su verdadero nombre es Touka Tsuyuri (ツユリトウカ, Tsuyuri Touka). Es la representante de la clase, la cual es responsable y confiable y siempre intenta mantener a los demás estudiantes bajo control. Está constantemente preocupada por Haruka y siempre lo regaña cuando actúa de manera imprudente al enfrentarse a varios peligros aunque tiene sentimientos ocultos hacia él.
Nerd A (オタA Ota A?)
 Seiyū: Kyōhei Natsume
Nerd B (オタB Ota B?)
 Seiyū: Taichi Ichikawa
Nerd C (オタC Ota C?)
 Seiyū: Yū Okano
Nerd D (オタD Ota D?)
 Seiyū: Shinnosuke Tokudome
Atleta A (脳筋莫迦A Nōkin Baka A?)
 Seiyū: Hiromu Mineta
Atleta B (脳筋莫迦B Nōkin Baka B?)
 Seiyū: Kento Hama
Atleta C (脳筋莫迦C Nōkin Baka C?)
 Seiyū: Haruki Ishiya
Atleta E (脳筋莫迦E Nōkin Baka E?)
 Seiyū: Keisuke Iwamura
Delincuente A (不良A Furyō A?)
 Seiyū: Tomohiro Yamaguchi
Delincuente B (不良B Furyō B?)
 Seiyū: Fumiya Imai
Delincuente E (不良E Furyō E?)
 Seiyū: Yōhei Matsuoka
Delincuente F (不良F Furyō F?)
 Seiyū: Kōdai Sakai
Vicepresidenta A (副委員長A Fukuinnchyō A?)
 Seiyū: Rika Abe
Vicepresidenta B (副委員長B Fukuinnchyō B?)
 Seiyū: Kanon Takao
Vicepresidenta C (副委員長C Fukuinnchyō C?)
 Seiyū: Mari Takahashi
Gal Líder (ギャルリーダー Gyaru Rīdā?)
 Seiyū: Hina Suguta
Gal A (ギャルA Gyaru A?)
 Seiyū: Mai Kanno
Gal D (ギャルD Gyaru D?)
Seiyū: Yuki Nakashima
Chica del club de voleibol A (バレー部っ娘A Barē-bu Musume A?)
 Seiyū: Yuka Iwahashi
Chica del club de voleibol B (バレー部っ娘B Barē-bu Musume B?)
 Seiyū: Haruna Mikawa
Chica nudista (裸族っ娘 Razoku Musume?)
 Seiyū: Maria Sashide
Chica pez (ギョギョっ娘 Gyogyo Musume?)
 Seiyū: Asuka Shiori
Chica del escudo (盾っ娘 Tate Musume?)
 Seiyū: Nozomi Furuki
Comisión de la Biblioteca (図書委員 Tosho iin?)
 Seiyū: Haruna Terada
Chica artesana (手芸部っ娘 Shugei-bu Musume?)
 Seiyū: Manami Uchida
Chica cocinera (料理部っ娘 Ryōri-bu Musume?)
 Seiyū: Arisa Nakada
Tanaka (田中?)
 Seiyū: Shota Hayama
Angelica (アンジェリカ Anjerika?)
 Seiyū: Saori Hayami
Merielle (メリエール Meriēru?)
 Seiyū: Aguri Ōnishi
Gatek (ガテク Gateku?)
 Seiyū: Shōhei Yamaguchi
Ofter (オフタ Ofuta?)
 Seiyū: Atsushi Imaruoka
Jefe del gremio (ギルド長 Girudo-chō?)
 Seiyū: Tetsu Inada

## Contenido de la obra

### Novela ligera
Escrita por Shōji Gōji, la serie comenzó a publicarse en el sitio web de publicación de novelas Shōsetsuka ni Narō el 12 de octubre. Posteriormente, la serie fue adquirida por Overlap, quien comenzó a publicar la serie impresa con ilustraciones de Booota y Saku Enokimaru el 25 de enero de 2018. Se han publicado dieciséis volúmenes hasta la fecha.
En febrero de 2021, Seven Seas Entertainment anunció que obtuvo la licencia de la serie para su publicación en inglés.

#### Lista de volúmenes
| Volúmenes de novelas ligeras publicadas | Volúmenes de novelas ligeras publicadas | Volúmenes de novelas ligeras publicadas |
| Número                                  | Fecha de lanzamiento                    | ISBN                                    |
| --------------------------------------- | --------------------------------------- | --------------------------------------- |
| 1                                       | 25 de enero de 2018                     | ISBN 978-4-86-554302-5                  |
| 2                                       | 25 de junio de 2018                     | ISBN 978-4-86-554362-9                  |
| 3                                       | 25 de febrero de 2020                   | ISBN 978-4-86-554478-7                  |
| 4                                       | 25 de mayo de 2020                      | ISBN 978-4-86-554661-3                  |
| 5                                       | 25 de octubre de 2020                   | ISBN 978-4-86-554761-0                  |
| 6                                       | 25 de enero de 2021                     | ISBN 978-4-86-554824-2                  |
| 7                                       | 25 de mayo de 2021                      | ISBN 978-4-86-554910-2                  |
| 8                                       | 25 de octubre de 2021                   | ISBN 978-4-82-400001-9                  |
| 9                                       | 25 de marzo de 2022                     | ISBN 978-4-82-400130-6                  |
| 10                                      | 25 de agosto de 2022                    | ISBN 978-4-82-400270-9                  |
| 11                                      | 25 de febrero de 2023                   | ISBN 978-4-82-400414-7                  |
| 12                                      | 25 de junio de 2023                     | ISBN 978-4-82-400501-4                  |
| 13                                      | 25 de enero de 2024                     | ISBN 978-4-8240-0712-4                  |
| 14                                      | 25 de abril de 2024                     | ISBN 978-4-8240-0796-4                  |
| 15                                      | 25 de octubre de 2024                   | ISBN 978-4-8240-0796-4                  |
| 16                                      | 25 de abril de 2025                     | ISBN 978-4-8240-1151-0                  |

### Manga
Una adaptación a manga, ilustrada por Bibi, comenzó a publicarse en el sitio web de manga Comic Gardo el 25 de enero de 2019. Sus capítulos individuales se han revopilado en veinticuatro volúmenes tankōbon hasta la fecha.
En marzo de 2020, Kaiten Books anunció que había obtenido la licencia del manga para su publicación en inglés.

#### Lista de volúmenes
| Volúmenes de manga publicados | Volúmenes de manga publicados | Volúmenes de manga publicados |
| Número                        | Fecha de lanzamiento          | ISBN                          |
| ----------------------------- | ----------------------------- | ----------------------------- |
| 1                             | 25 de septiembre de 2019      | ISBN 978-4-86-554550-0        |
| 2                             | 25 de febrero de 2020         | ISBN 978-4-86-554617-0        |
| 3                             | 25 de mayo de 2020            | ISBN 978-4-86-554670-5        |
| 4                             | 25 de julio de 2020           | ISBN 978-4-86-554709-2        |
| 5                             | 25 de octubre de 2020         | ISBN 978-4-86-554773-3        |
| 6                             | 25 de enero de 2021           | ISBN 978-4-86-554837-2        |
| 7                             | 25 de mayo de 2021            | ISBN 978-4-86-554924-9        |
| 8                             | 25 de agosto de 2021          | ISBN 978-4-86-554991-1        |
| 9                             | 25 de octubre de 2021         | ISBN 978-4-82-400035-4        |
| 10                            | 25 de enero de 2022           | ISBN 978-4-82-400099-6        |
| 11                            | 25 de marzo de 2022           | ISBN 978-4-82-400143-6        |
| 12                            | 25 de mayo de 2022            | ISBN 978-4-82-400202-0        |
| 13                            | 25 de agosto de 2022          | ISBN 978-4-82-400284-6        |
| 14                            | 25 de noviembre de 2022       | ISBN 978-4-82-400348-5        |
| 15                            | 25 de febrero de 2023         | ISBN 978-4-82-400429-1        |
| 16                            | 25 de junio de 2023           | ISBN 978-4-82-400540-3        |
| 17                            | 25 de agosto de 2023          | ISBN 978-4-82-400596-0        |
| 18                            | 25 de enero de 2024           | ISBN 978-4-8240-0724-7        |
| 19                            | 25 de abril de 2024           | ISBN 978-4-8240-0814-5        |
| 20                            | 25 de septiembre de 2024      | ISBN 978-4-8240-0958-6        |
| 21                            | 25 de octubre de 2024         | ISBN 978-4-8240-0989-0        |
| 22                            | 25 de noviembre de 2024       | ISBN 978-4-8240-1006-3        |
| 23                            | 25 de febrero de 2025         | ISBN 978-4-8240-1103-9        |
| 24                            | 25 de junio de 2025           | ISBN 978-4-8240-1237-1        |
| 25                            | 25 de septiembre de 2025      | ISBN 978-4-8240-1355-2        |

### Anime
Se anunció una adaptación de la serie al anime durante la segunda transmisión en vivo del evento "10th Anniversary Memorial Overlap Bunko All-Star Assemble Special" el 21 de enero de 2024. Está producida por Hayabusa Film y Passione, en cooperación con Frontier Engine, y dirigida por Akio Kazumi, con guiones escritos por Kenta Ihara, personajes diseñados por Keiya Nakano y música compuesta por Shūji Katayama. Se estrenó el 4 de octubre de 2024 en Tokyo MX y BS Fuji. El tema de apertura es «ODD NUMBER», interpretado por Yoshino, mientras que el tema de cierre es «Hello and Good-bye», interpretado por Kujiraki. Sentai Filmworks obtuvo la licencia de la serie en América del Norte, Australia y las islas británicas para su transmisión en HIDIVE. Muse Communication obtuvo la licencia de la serie en el sudeste asiático y el sur de Asia.

## Recepción
Rebecca Silverman de Anime News Network elogió el humor y las ilustraciones, aunque tenía sentimientos encontrados sobre el personaje de Haruka. Demelza de Anime UK News elogió la historia, especialmente sus elementos de acción y comedia.
La serie tiene 1,9 millones de copias en circulación entre su lanzamiento digital e impreso.